# توم كلانسيز ذا ديفيجن 2
توم كلانسيز ذا ديفيجن 2 (بالإنجليزية: Tom Clancy's The Division 2)‏ هي لعبة فيديو اون لاين من نوع أكشن تقمص الأدوار.من تطوير شركة يوبي سوفت ماسيف ونشر يوبي سوفت. توفرت على أجهزة مايكروسوفت ويندوز وبلاي ستيشن 4 وإكس بوكس ون في يوم 15 مارس 2019.
لقد تلقت اللعبة مراجعات إيجابية بشكل عام من النقاد، حيث أشار معظمهم إلى أنها تحسنت عن الجزء الأول من حيث الإعداد واللعب والمرئيات والقتال والموسيقى التصويرية، حققت اللعبة نجاحًا تجاريًا، حيث بيعت أكثر من 10 ملايين نسخة في جميع أنحاء العالم.

## اللعب

لقطة شاشة لطريقة اللعب حيث يختبئ عميل Division خلف غطاء بالقرب من نصب واشنطن التذكاري.

يتم لعب اللعبة من منظور الشخص الثالث، وهي عبارة عن لعبة إطلاق نار من منظور شخص ثالث تعتمد بشكل كبير على التغطية ويمكن لمايصل إلى أربعة لاعبين اللعب؛ حيث يمكنهم إكمال المهام معًا. تجري اللعبة في واشنطن العاصمة بعد سبعة أشهر من قصة الجزء الأول. في البداية ينشئ اللاعبون العميل الخاص بهم من خلال تخصيص جنس الشخصية ومظهرها.

## الملخص
تدور أحداث ذا ديفيجن 2 بعد أحداث ذا ديفيجن 1، في عالم دمره السم الاخضر (بالإنجليزية: Green Poison)‏، هي سلالة قوية من مرض الجدري تم هندستها وإطلاقها في مدينة نيويورك بواسطة إرهابي البيئة. أصبح السم الاخضر وباءً مما أدى إلى وقوع إصابات وفوضى على نطاق عالمي. في مواجهة الانهيار الاجتماعي الوشيك قامت حكومة الولايات المتحدة بتنشيط مجموعة من العملاء المحليين تسمى شعبة الوطن الاستراتيجي (SHD) للحفاظ على النظام واستمرارية الحكومة. يستفيد العملاء من التكنولوجيا المتقدمة والاستقلالية الواسعة للتعامل مع التهديدات على النحو الذي يرونه مناسبًا.

وفي بداية ديفيجن 2، كان معظم الأفراد الحكوميين والعسكريين قد أخلوا واشنطن العاصمة التي انزلقت في حالة من الفوضى. في البيت الأبيض يسيطر عليه العملاء المحليون وتحالف من أوائل المستجيبين يسمى فرقة العمل المشتركة (JTF) الذين يعملون على حماية المدنيين وإعادة إرساء النظام. ومع ذلك، تم تقسيم معظم واشنطن العاصمة إلى مناطق تسيطر عليها ثلاث ميليشيات متنافسة: 

الضباع: وهو تحالف فضفاض من العصابات والمجرمين والفوضويين الذين يستغلون الفوضى من أجل التسلية والربح. 

المنبوذون: هم الناجون المتعصبون من الحجر الصحي الشديد أثناء ظهور الوباء الذين يسعون للانتقام ممن يعتقدون أنهم مسؤولون عن سجنهم وإصابتهم في نهاية المطاف.
ومجموعة الأبناء الحقيقيون (True Sons): وهي مجموعة عالية التنظيم وعديمة الرحمة من JTF الساخطين، والقوات المسلحة الأمريكية، والمتمردين شبه العسكريين بقيادة العقيد أنتون ريدجواي، الذي يعتقد أنه لا يمكن استعادة الأمن إلا من خلال السلطوية.

بالإضافة إلى ذلك، يُعتبر القائم بأعمال رئيس الولايات المتحدة ، أندرو إليس، مفقودًا أو قتل في إحدى المعارك منذ تحطم طائرة الرئاسة بالقرب من مبنى الكابيتول هيل.

## ردود الفعل
| استقبال |                                            |
| --- | ------------------------------------------ |
| مجموع النقاط المجموع نقاط ميتاكريتيك (Xbox One) 82/100 [ 6 ] (PS4) 82/100 [ 7 ] (PC) 84/100 [ 8 ] نتائج المراجعة نشرة نقاط دستركتويد 8.5/10 [ 9 ] غيم إنفورمر 9/10 [ 10 ] غيم سبوت 9/10 [ 11 ] غيمز رادار [ 12 ] بي سي غيمر (الولايات المتحدة) 82/100 [ 13 ] |                                            |
| مجموع النقاط |                                            |
| المجموع | نقاط                                       |
| ميتاكريتيك | (Xbox One) 82/100 (PS4) 82/100 (PC) 84/100 |
| نتائج المراجعة |                                            |
| نشرة | نقاط                                       |
| دستركتويد | 8.5/10                                     |
| غيم إنفورمر | 9/10                                       |
| غيم سبوت | 9/10                                       |
| غيمز رادار | [ 12 ]                                     |
| بي سي غيمر (الولايات المتحدة) | 82/100                                     |

### الجوائز
| العام | جائزة                                          | الفئة                                  | النتيجة | المرجع |
| ----- | ---------------------------------------------- | -------------------------------------- | ------- | ------ |
| 2018  | جائزة نقاد الألعاب 2018                        | أفضل عمل / مغامرة                      | رُشِّح     | [ 14 ] |
| 2018  | جائزة نقاد الألعاب 2018                        | أفضل لعبة متعددة اللاعبين عبر الإنترنت | رُشِّح     | [ 14 ] |
| 2018  | جوائز اختيار اللاعبين                          | اللعبة الأكثر توقعًا                    | رُشِّح     | [ 15 ] |
| 2019  | جوائز نقاد اللعبة 2019                         | أفضل لعبة مستمرة                       | رُشِّح     | [ 16 ] |
| 2019  | جوائز النجوم [الإنجليزية]                      | أفضل تصميم لعبة                        | رُشِّح     | [ 17 ] |
| 2019  | جوائز النجوم [الإنجليزية]                      | أفضل صوت                               | رُشِّح     | [ 17 ] |
| 2019  | جائزة جولدن جويستيك                            | أفضل لعبة متعددة اللاعبين              | رُشِّح     | [ 18 ] |
| 2019  | جوائز اللعبة 2019                              | أفضل لعبة متعددة اللاعبين              | رُشِّح     | [ 19 ] |
| 2020  | حفل توزيع جوائز الأوسكار البريطانية السادس عشر | متعددة اللاعبين                        | رُشِّح     | [ 20 ] |

## وصلات خارجية
- توم كلانسيز ذا ديفيجن 2 على موقع IMDb (الإنجليزية)

- الموقع الرسمي